# Gnophos fumipennaria
Gnophos fumipennaria är en fjärilsart som beskrevs av Galvagni 1917. Gnophos fumipennaria ingår i släktet Gnophos och familjen mätare. Inga underarter finns listade i Catalogue of Life.